# Ryu Hwa-young
Ryu Hwa-young (류화영?, 柳和榮?; Gwangju, 22 aprile 1993) è una rapper, attrice e disc jockey sudcoreana.
Dal 2010 al 2012 è stata membro del gruppo musicale T-ara.

## Biografia
Ryu Hwa-young nasce a Gwangju, in Corea del Sud, il 22 aprile 1993. Sua sorella gemella, Hyoyoung è un membro dei Coed School e della sotto-unità F-ve Dolls. Nel 2010 sua sorella vinse al Chunhyang Festival di Namwon, permettendo così a entrambe di apparire nello show televisivo Star King. Subito dopo, le due furono contattate dalla Core Contents Media.

### T-ara
Nel luglio 2010, Ryu Hwa-young debuttò come membro delle T-ara, mentre Hyoyoung debuttò con il nuovo gruppo Coed School. Il 1º dicembre 2010 uscì l'EP Temptastic. Nel 2011 pubblicarono John Travolta Wannabe e Black Eyes, secondo e terzo EP del gruppo, e debuttarono in Giappone, dove pubblicarono l'album Jewelry Box il 6 giugno 2012. A luglio 2012 venne pubblicato il quarto EP, Day by Day.
Il 28 luglio 2012, alcuni membri del gruppo postarono dei messaggi su Twitter, che furono visti come derisori verso Ryu Hwa-young. Un annuncio ufficiale riguardo a questi tweet è stato fatto il 30 luglio 2012 dalla Core Contents Media, la quale rivelò che Ryu Hwa-young non sarebbe stata più un membro del gruppo. Dopo la rescissione del contratto con l'agenzia, emersero sul web alcune voci secondo le quali Ryu Hwa-young fosse vittima di atti di bullismo perpetrati dagli altri membri delle T-ara. Le controversie riguardo Ryu Hwa-young portarono il gruppo a sospendere temporaneamente le attività e dedicarsi a obiettivi individuali. Inoltre il gruppo risentì la perdita di una gran parte dei fan.

### Attività in solitaria
Mentre era ancora nel gruppo, Ryu Hwa-young scrisse la parte rap del brano "Love is All the Same" di Yangpa.
Nonostante le voci di un possibile ritorno con le T-ara, il 6 settembre 2012, Ryu Hwa-young rivelò via Twitter una clip rap di 51 secondi sul suo nuovo progetto. Il 10 settembre partecipò all'evento hip hop e rap "Open Day Freestyle 2012", dove annunciò il suo ritorno nel mondo della musica, ma con un'immagine più matura. Nel settembre 2013, dopo aver saputo che l'agenzia stava cercando nuovi talenti, il 15 dicembre 2013 Ryu Hwa-young firmò il contratto con la Wellmade StarM per intraprendere la carriera di attrice. Sotto la nuova agenzia, fece la sua prima apparizione il 31 dicembre 2013 al "2014 Miller Countdown Party" come DJ, insieme a DJ Koo, Park Myung-soo e TATA. Il 2 gennaio 2014, l'attrice fu vista girare delle riprese al di fuori del Korea International Exhibition Center a Goyang: fu poi rivelata la sua partecipazione come attrice protagonista nel nuovo video musicale di Zia "Have You Ever Cried", pubblicato il 13 gennaio seguente. A giugno 2014 fu confermata nel cast della serie televisiva Eomma-ui seontaek, mentre a luglio entrò in quello del film Oneur-ui yeon-ae, in cui interpreta Heejin, una vivace studentessa universitaria.

## Filmografia

### Cinema
- Oneul-ui yeon-ae (오늘의 연애), regia di Park Jin-pyo (2015)

### Televisione
- Eomma-ui seontaek (엄마의 선택) - serie TV (2014)
- Ok-ui nae (옥이네) - miniserie TV (2015)
- Gu-yeochin club (구여친클럽) - serie TV (2015)
- Dor-a-wa-yo ajeossi (돌아와요 아저씨) - serie TV (2016)
- Tae-yang-ui hu-ye (태양의 후예) - serie TV, cameo (2016)
- Cheongchunsidae (청춘시대) - serie TV (2016)
- Wooseum silkyeok (웃음실격) - serie TV (2016)
- Sonui heunjeok (손의 흔적) - serie TV (2017)
- Sonyeodeului jeonjaeng (소녀들의 전쟁) - serie TV (2017)
- Fortuneteller's Secret Recipe (무당당) - serie TV (2017)
- Abeojiga isanghae (아버지가 이상해) - serie TV (2017)
- Mad Dog (매드독) - serie TV (2017)
- Beauty Inside (뷰티 인사이드) - serie TV (2018)

## Videografia
Oltre che nei videoclip delle T-ara, Ryu Hwa-young è apparsa anche nei seguenti video:
- 2014 – Have You Ever Cried, videoclip di Zia

## Premi e riconoscimenti
- KBS Drama Award 2017
  - Vinto - Best New Actress per Abeojiga isanghae e Mad Dog[26]
  - Nomination - Best Couple Award (con Woo Do-hwan) per Mad Dog